# Patagioenas maculosa
Patagioenas maculosa е вид птица от семейство Гълъбови (Columbidae).

## Разпространение
Видът е разпространен в Аржентина, Боливия, Бразилия, Парагвай и Уругвай.